# Sidi Thabet
Sidi Thabet (arabe : سيدي ثابت) est une ville située à une trentaine de kilomètres au nord-ouest de Tunis et rattachée au gouvernorat de l'Ariana.
Bourg agricole, elle s'est développée fortement pour devenir le siège d'une délégation et le centre d'une municipalité comptant 11 351 habitants en 2014.
Construite en haut d'une colline dominant une plaine agricole consacrée à la culture des céréales et des oliviers, elle abrite également l'un des plus importants haras du pays.
Depuis 2003 s'est également développé un technopole spécialisé dans les biotechnologies et l'industrie pharmaceutique (BiotechPole Sidi Thabet). Elle associe une pépinière d'entreprises de haute technologie, un campus et des laboratoires de recherche. En 2006, le campus accueillait une centaine de chercheurs, deux écoles supérieures (École nationale de médecine vétérinaire et Institut supérieur de biotechnologie), ainsi que plusieurs centres de recherche, notamment le Centre national des sciences et technologies nucléaires et l'Institut national de recherche et d’analyse physico-chimique, tandis qu'une zone industrielle a été aménagée. Les liaisons avec la capitale sont par ailleurs favorisées par l'inauguration de l'autoroute Tunis-Bizerte (A4) qui peut être rejointe rapidement.